# Endri & Stefi Prifti
Endri & Stefi Prifti, ofta även kallade Vellezerit Prifti (svenska: Bröderna Prifti) är en albansk brödraduo från Korça bestående av bröderna Endri och Stefi Prifti.
Bröderna Prifti föddes på 1970-talet i Korça. Endri föddes den 20 november 1974. Endri & Stefi deltog i Kënga Magjike 2007 tillsammans med sångerskan och modellen Çiljeta. Deras bidrag hette "Serenata" (serenad) och i finalen tilldelades de priset för bästa scennärvaro. 
2008 deltog bröderna i Festivali i Këngës 47 med bidraget "Ti berë faj". I finalen fick man 91 poäng vilket räckte till att sluta åtta. Året därpå deltog man i Festivali i Këngës 48 med låten "U dogja mrekullisht". I finalen fick Endri & Stefi 45 poäng vilket räckte till plats 16 av 20 finalister. Deras senaste bidrag, "Iluzion" (illusion) deltog de med 2011 i Festivali i Këngës 50. Med låten nådde de sin hittills bästa placering genom att sluta sexa på 25 poäng. 
I november 2013 gjorde bröderna Prifti comeback i Kënga Magjike med låten "Jepe jepe". I finalen fick de 701 poäng vilket räckte till att sluta på tredje plats. De tilldelades även det prestigefyllda priset för tävlingens största hitlåt. 2014 deltog de i Top Fest 11 med låten "Ti s'e meriton" skriven av Rozana Radi. Med låten tog de sig till semifinal där de framförde sitt bidrag live.
Sedan 2012 framträder bröderna vid klubben Crazy Calvin i Tirana tillsammans med bland andra Aurela Gaçe.
I december 2017 ställer bröderna Prifti upp i Festivali i Këngës 56. De deltar med bidraget "Mesazh" som skrivits och komponerats av Endri Prifti.